# Sassafras randaiense
Sassafras randaiense är en lagerväxtart som först beskrevs av Bunzo Hayata, och fick sitt nu gällande namn av Alfred Rehder. Sassafras randaiense ingår i släktet Sassafras och familjen lagerväxter. Inga underarter finns listade i Catalogue of Life.